# 七酸化二塩素
七酸化二塩素（しちさんかにえんそ、英語: dichlorine heptoxide）は塩素の酸化物の一種で、分子式 Cl2O7 の無機化合物。無色油状の液体。七酸化塩素、無水過塩素酸とも呼ばれる。2分子の過塩素酸が脱水縮合した酸無水物にあたる。

## 調製
過塩素酸に脱水剤として五酸化二リンを作用させながら慎重に蒸留して得る。
{\displaystyle {\ce {2HClO4\ + P4O10 -> Cl2O7\ + H2P4O11}}}

## 性質
衝撃を加えたり炎に触れさせたりすると爆発する。
水と反応して加水分解を受け、過塩素酸に変わる。
{\displaystyle {\ce {H2O\ + Cl2O7 -> 2HClO4}}}
過塩素酸もまた、無水の状態では爆発性を有する。
七酸化二塩素は熱的に不安定な物質である。以下のように、生成熱は正である。
{\displaystyle {\ce {Cl2O7 -> Cl2\ + 3{\frac {1}{2}}O2\ }}} {\displaystyle \ \Delta H={\mbox{-66 kJ/mol}}}

## 分子構造
七酸化二塩素の Cl-O-Cl 結合角は 118.6° に折れ曲がっており、分子構造は C2対称である。Cl-O、Cl=O 共有結合の長さはそれぞれ 1.709 Å、1.405 Å と知られている。塩素の酸化数は +7 である。